# MAMACITA
《MAMACITA》는 대한민국의 남성 그룹 슈퍼주니어의 7번째 정규 앨범이다. 2012년 7월 발매된 6집 《Sexy, Free & Single》 이후 2년 2개월 만에 발표된 정규 앨범으로, 2013년 8월 소집해제한 희철과 2014년 7월 전역한 이특이 팀에 합류하여 활동 당시 사회복무요원으로 복무 중이었던 예성을 제외한 총 10명의 멤버가 참여하였다. 타이틀곡 〈MAMACITA (아야야)〉는 유영진과 Red Rocket이 합작한 인도 퍼커션 리듬을 바탕으로 한 드럼 사운드와 DJ 리믹스를 연상케 하는 피아노 선율이 인상적인 어반 뉴 잭 스윙 장르의 곡으로, 가사에는 세상의 다양한 문제와 아픔에 대해 마음을 나누고 공감해주기를 호소하는 내용을 담았다.

## 배경 및 발매
리더 이특의 입대로 한동안 그룹 활동의 공백기를 가졌던 슈퍼주니어는 7집 발표에 앞서 2014년 8월 15일 열렸던 〈SMTOWN Live World Tour IV〉 서울 공연에서 슈퍼주니어의 7집 앨범을 발표할 것이라 밝히며 컴백을 예고하였다. 이후 컴백을 앞두고 8월 21일부터 25일까지 총 4일에 걸쳐 멤버별 티저 이미지가 공식 홈페이지를 통해 공개되었고 8월 24일과 26일에는 〈MAMACITA (아야야)〉의 티저 영상을 공개하여 컴백 신호탄에 들어갔다. 8월 28일에는 서울 강남에 위치한 임피리얼팰리스 호텔에서 단독 기자회견을 열기도 하였고 앨범 전곡 공개에 앞서 〈MAMACITA (아야야)〉의 뮤직비디오를 공개하였고 8월 29일 0시를 기하여 각종 음악 사이트에 음원이 공개되었고, KBS 2TV 〈뮤직뱅크〉를 통해 〈Shirt〉와 〈MAMACITA (아야야)〉 무대를 최초 공개하며 앨범 활동에 돌입하였다. 3주간의 앨범 활동을 마무리 한 후 9월 19일부터 21일까지 3일 간 슈퍼주니어의 6번째 해외 순회 투어 〈SUPER SHOW 6〉를 개최하였다.

## 스페셜 에디션
타이틀곡 〈MAMACITA (아야야)〉의 활동 종료 후 1개월 후 2014년 10월 23일, 리패키지 개념의 스페셜 에디션이 발매되었다. 앨범의 기종은 본 앨범에 참여한 10명의 멤버들이 촬영한 사진들로 구성된 총 10종으로 구성되어 있으며 본 앨범에는 기존 수록곡 9곡에 수록곡인 〈THIS IS LOVE〉의 Stage Version을 비롯하여 〈SUPER SHOW 6〉에서 앞서 공개된 시원이 작곡에 참여한 〈Don't Leave Me〉, 그리고 〈SUPER SHOW 5〉의 서울 공연에서 앞서 공개된 슈퍼주니어-K.R.Y의 곡 〈중 (...ing)〉을 포함한 4곡이 추가되었다. 앨범 발표에 발맞춰 10월 23일 Mnet 〈엠카운트다운〉을 비롯해 24일 KBS 2TV 〈뮤직뱅크〉, 26일 〈SBS 인기가요〉에서 〈THIS IS LOVE〉와 〈백일몽 (Evanesce)〉의 무대가 공개되었다.

## 수록곡
| #            | 제목                                          | 작사                   | 작곡·편곡                                            | 재생 시간 |
| ------------ | --------------------------------------------- | ---------------------- | ---------------------------------------------------- | --------- |
| 1.           | 〈MAMACITA〉 (아야야)                         | 유영진                 | 유영진, Red Rocket, J.SOL                            | 3:27      |
| 2.           | 〈춤을 춘다〉 (Midnight Blues)                | 신진혜, 이유진         | Curtis Richa, Jason Gill, Emanuel Olsson             | 4:21      |
| 3.           | 〈백일몽〉 (Evanesce)                         | Misfit                 | Red Rocket, 김태성, 앤드류 최                        | 3:44      |
| 4.           | 〈사랑이 멎지 않게〉 (Raining Spell for Love) | 정주희                 | Red Rocket, J.SOL                                    | 3:22      |
| 5.           | 〈Shirt〉                                     | 이동해, Team One Sound | 이동해, Team One Sound                               | 3:28      |
| 6.           | 〈THIS IS LOVE〉                              | 조윤경, 김지원         | 김지후, 박슬기, Lola Fair, Nermin Harambasic         | 3:49      |
| 7.           | 〈Let's Dance〉                               | 서지음                 | 임광욱, Nermin Harambasic, Ylva Dimberg              | 3:45      |
| 8.           | 〈Too Many Beautiful Girls〉                  | 신진혜, 이스란, 김인형 | Chris Young, Andy Jackson                            | 3:20      |
| 9.           | 〈환절기〉 (Mid-Season)                       | 황현                   | 황현                                                 | 4:01      |
| 10.          | 〈Islands〉 (Arranged by 돈스파이크)          | 조윤경, 서지음, 이유진 | Andreas Stone Johansson, Alex Holmgren, Ricky Hanley | 4:27      |
| 총 재생 시간 | 총 재생 시간                                  | 총 재생 시간           | 총 재생 시간                                         | 37:44     |

| #            | 제목                                          | 작사                   | 작곡·편곡                                            | 재생 시간 |
| ------------ | --------------------------------------------- | ---------------------- | ---------------------------------------------------- | --------- |
| 1.           | 〈THIS IS LOVE〉                              | 조윤경, 김지원         | 김지후, 박슬기, Lola Fair, Nermin Harambasic         | 4:07      |
| 2.           | 〈Hit Me Up〉                                 | 이채윤                 | Red Rocket, Daniel 'Obi' Klein, Martin Hedegaard     | 3:24      |
| 3.           | 〈MAMACITA〉 (아야야)                         | 유영진                 | 유영진, Red Rocket, J.SOL                            | 3:27      |
| 4.           | 〈춤을 춘다〉 (Midnight Blues)                | 신진혜, 이유진         | Curtis Richa, Jason Gill, Emanuel Olsson             | 4:21      |
| 5.           | 〈Don't Leave Me〉                            | 최시원, 계범주         | 최시원, 220, 김용신                                  | 3:41      |
| 6.           | 〈중〉 (...ing)                               | 박창현                 | 박창현                                               | 4:16      |
| 7.           | 〈백일몽〉 (Evanesce)                         | Misfit                 | Red Rocket, 김태성, 앤드류 최                        | 3:44      |
| 8.           | 〈사랑이 멎지 않게〉 (Raining Spell for Love) | 정주희                 | Red Rocket, J.SOL                                    | 3:22      |
| 9.           | 〈Shirt〉                                     | 이동해, Team One Sound | 이동해, Team One Sound                               | 3:28      |
| 10.          | 〈Let's Dance〉                               | 서지음                 | 임광욱, Nermin Harambasic, Ylva Dimberg              | 3:45      |
| 11.          | 〈Too Many Beautiful Girls〉                  | 신진혜, 이스란, 김인형 | Chris Young, Andy Jackson                            | 3:20      |
| 12.          | 〈환절기〉 (Mid-Season)                       | 황현                   | 황현                                                 | 4:01      |
| 13.          | 〈Islands〉 (Arranged by 돈스파이크)          | 조윤경, 서지음, 이유진 | Andreas Stone Johansson, Alex Holmgren, Ricky Hanley | 4:27      |
| 총 재생 시간 | 총 재생 시간                                  | 총 재생 시간           | 총 재생 시간                                         | 49:23     |

| 곡 제목                                   | 곡 당 파트 열외 멤버 (참여한 멤버)                     |
| MAMACITA (아야야)                         | -                                                      |
| 춤을 춘다 (Midnight Blues)                | -                                                      |
| 백일몽 (Evanesce)                         | -                                                      |
| 사랑이 멎지 않게 (Raining Spell for Love) | (강인, 성민, 은혁, 동해, 려욱, 규현)                   |
| Shirt                                     | -                                                      |
| THIS IS LOVE                              | 신동                                                   |
| Let's Dance                               | 신동                                                   |
| Too Many Beautiful Girls                  | 희철                                                   |
| 환절기 (Mid-season)                       | (희철, 강인, 성민, 은혁, 시원, 동해, 려욱, 규현, 예성) |
| Islands                                   | -                                                      |
| Hit Me Up                                 | 신동                                                   |
| Don't Leave Me                            | 신동                                                   |
| 중 (...ing)                               | (예성, 려욱, 규현)                                     |

- 본 앨범 활동 및 자켓 촬영에 참여한 멤버들에 한해서 작성.

## 방송 출연 목록
| 방영 일자                         | 프로그램                                              | 비고                                                                       |
| --------------------------------- | ----------------------------------------------------- | -------------------------------------------------------------------------- |
| 음악 프로그램                     |                                                       |                                                                            |
| 2014년 8월 29일                   | KBS 2TV 뮤직뱅크                                      | 대기실 + Shirt + MAMACITA (아야야)                                         |
| 2014년 8월 30일                   | MBC 쇼! 음악중심                                      | Shirt + MAMACITA (아야야)                                                  |
| 2014년 8월 31일 (28일 사전 녹화)  | SBS 인기가요                                          | 인터뷰 + Shirt + MAMACITA (아야야)                                         |
| 2014년 9월 4일                    | Mnet M! Countdown                                     | Shirt + MAMACITA (아야야)                                                  |
| 2014년 9월 5일                    | KBS 2TV 뮤직뱅크                                      | MAMACITA (아야야)                                                          |
| 2014년 9월 6일                    | MBC 쇼! 음악중심- MBC 상암동 신사옥 이전 특집         | 이특 스페셜 MC + MAMACITA (아야야)                                         |
| 2014년 9월 7일                    | SBS 인기가요                                          | MAMACITA (아야야)                                                          |
| 2014년 9월 10일                   | MBC MUSIC 쇼 챔피언                                   | Shirt + MAMACITA (아야야) + 챔피언송                                       |
| 2014년 9월 11일                   | Mnet M! Countdown                                     | MAMACITA (아야야) + 1위                                                    |
| 2014년 9월 12일                   | KBS 2TV 뮤직뱅크                                      | MAMACITA (아야야) + 1위                                                    |
| 2014년 9월 13일                   | MBC 쇼! 음악중심                                      | MAMACITA (아야야) + 1위                                                    |
| 2014년 9월 14일                   | SBS 인기가요                                          | 이특, 희철 스페셜 MC + MAMACITA (아야야) + 1위                             |
| 2014년 9월 17일                   | MBC MUSIC 쇼 챔피언                                   | 챔피언송 (이특 단독 대리 수상)                                             |
| 2014년 10월 4일 (9월 27일 녹화)   | MBC 쇼! 음악중심 특집 - 인천국제공항 SKY FESTIVAL     | MAMACITA (아야야) + Ment + Shirt                                           |
| 2014년 10월 23일                  | Mnet M! Countdown (신동, 시원 제외)                   | 대기실 + 백일몽 (Evanesce) + THIS IS LOVE                                  |
| 2014년 10월 24일                  | KBS 2TV 뮤직뱅크 (신동, 시원 제외)                    | THIS IS LOVE + 백일몽 (Evanesce)                                           |
| 2014년 10월 26일                  | SBS 인기가요 (신동, 시원 제외)                        | 인터뷰 + 백일몽 (Evanesce) + THIS IS LOVE                                  |
| 예능 프로그램                     |                                                       |                                                                            |
| 2014년 8월 30일                   | KBS 2TV 연예가중계                                    | 컴백! 2년 만에 돌아온 슈퍼주니어 - 슈퍼주니어 7집 기자회견 현장            |
| 2014년 9월 4일                    | Mnet 엠카운트다운 비긴즈                              | 이특, 신동, 성민, 은혁                                                     |
| 2014년 9월 15일 (8월 31일 녹화)   | KBS 2TV 대국민 토크쇼 안녕하세요                      | 희철, 강인, 신동, 려욱                                                     |
| 2014년 9월 18일 (2일 녹화)        | MBC 별바라기                                          | 이특, 신동, 은혁, 려욱, 규현                                               |
| 2014년 10월 8일 (1일 녹화)        | MBC 황금어장 라디오스타 - 슈퍼주니어 서른 즈음에 특집 | 이특, 강인, 은혁, 시원                                                     |
| 2014년 10월 28일 (19일 녹화)      | KBS 2TV 1대 100                                       | 이특                                                                       |
| 2014년 11월 1일 (10월 2일 녹화)   | MBC 세바퀴 - 박사 VS 글로벌 아이돌 특집               | 이특, 강인, 은혁 (+조미)                                                   |
| 2014년 11월 1일                   | KBS 2TV 연예가중계                                    | 일본을 사로잡은 슈퍼 아이돌! 슈퍼주니어 - SUPER SHOW 6 도쿄 돔 공연 현장   |
| 2014년 11월 7일 (5일 녹화)        | JTBC 백인백곡 끝까지 간다                             | 강인, 규현                                                                 |
| 2014년 11월 8일 (10월 13일 녹화)  | KBS 2TV 글로벌 리퀘스트 쇼 - A Song For You           | 시원 제외                                                                  |
| 2014년 11월 15일 (10월 13일 녹화) | KBS 2TV 글로벌 리퀘스트 쇼 - A Song For You           | 시원 제외                                                                  |
| 2014년 11월 16일 (3일 녹화)       | SBS 일요일이 좋다 런닝맨 - 행사왕 레이스              | 이특, 규현                                                                 |
| 라디오 출연                       |                                                       |                                                                            |
| 특집 프로그램 및 시상식           |                                                       |                                                                            |
| 2014년 10월 16일 (9월 27일 녹화)  | 2014 세계식량의 날 기념 푸드뱅크 맛있는 나눔 콘서트   | Shirt + Ment + MAMACITA (아야야)                                           |
| 2015년 1월 28일                   | 제 4회 가온 차트 K-POP 어워드                         | 올해의 가수상 음반부문 3, 4분기 + Shirt + THIS IS LOVE + MAMACITA (아야야) |